# Кинематограф (аппарат)

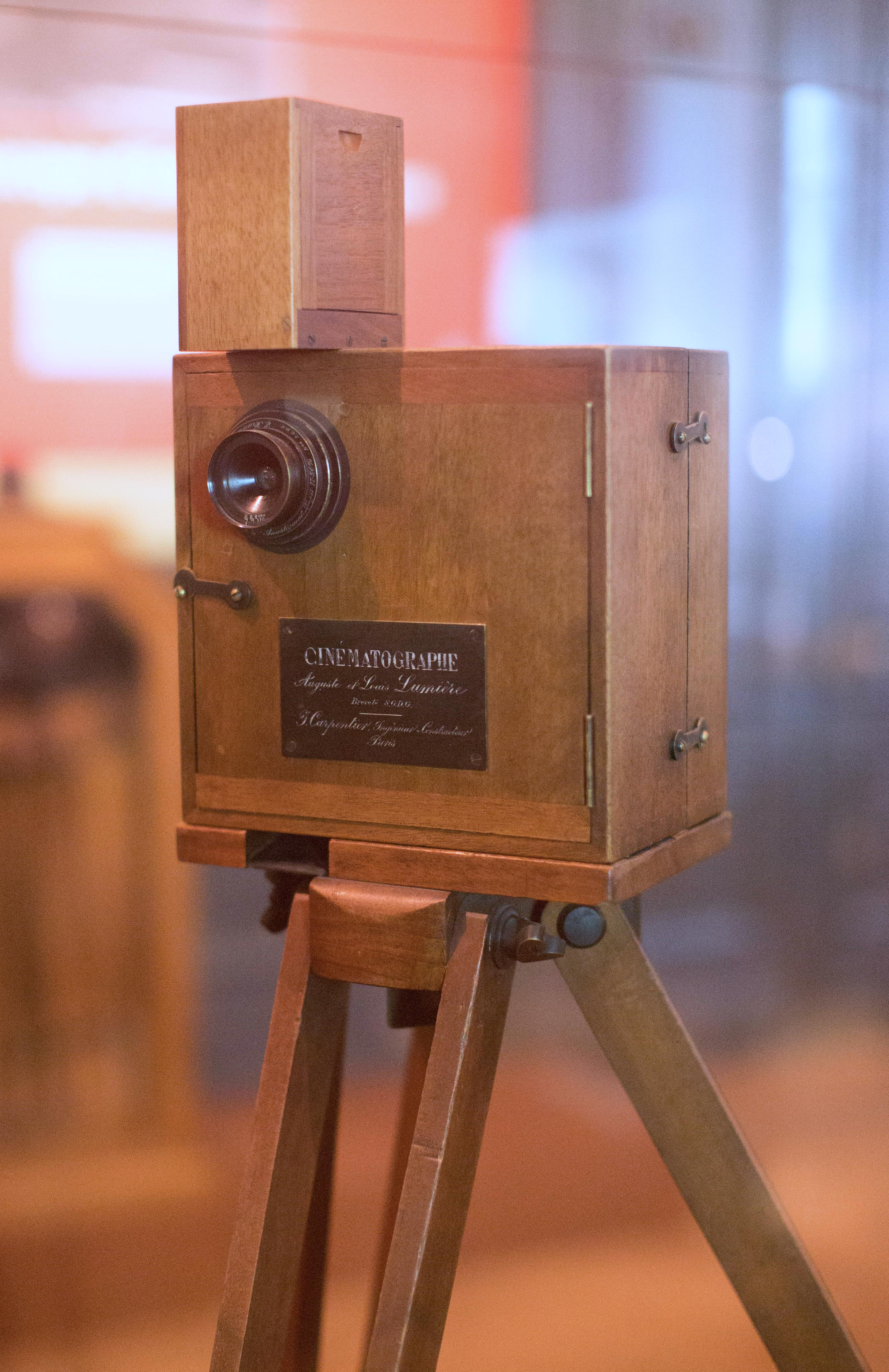
Аппарат «Синематограф» в музее Института Люмьеров, Франция

Синемато́граф (фр. Cinématographe от греч. κινημα, род. п. κινηματος — движение и греч. γραφω — писать, изображать; то есть «записывающий движение», изначально «Проекционный кинетоскоп» фр. Kinétoscope de projection) — аппарат для записи и воспроизведения движущегося изображения, созданный братьями Люмьер. 13 февраля 1895 года ими получен патент под номером 245032 на «аппарат, служащий для получения и рассматривания изображений». Устройство представляет собой универсальный проекционный, съёмочный и копировальный аппарат для изготовления кинофильмов на перфорированной целлулоидной 35-мм киноплёнке.
Впервые «Синематограф» был представлен зрителям 22 марта 1895 года в Париже, а первый платный киносеанс состоялся 28 декабря 1895 года в одном из залов «Гран-кафе» на бульваре Капуцинок дом 14. День первого коммерческого показа считается официальной датой рождения кинематографии как вида искусства.

## Название
Название Cinématographe было впервые применено изобретателем Леоном Були в 1892 году для изобретённой им камеры с рулонной негативной фотобумагой. Вследствие неуплаты годового взноса за патент название перешло братьям Люмьер. Их устройство считается первым в мире профессиональным киносъёмочным аппаратом. Позже название «Синематограф» использовали для своих аппаратов Роберт Бэрд, Сесил Рэй и Альфред Рэнч, но их разработки в большинстве случаев были попытками усовершенствовать оригинальный аппарат Люмьеров и не имели решающего значения. Успех «Синематографа» был так велик, что его название в большинстве стран стали использовать для обозначения первых кинотеатров, а затем и всей технологии.

## Технические особенности

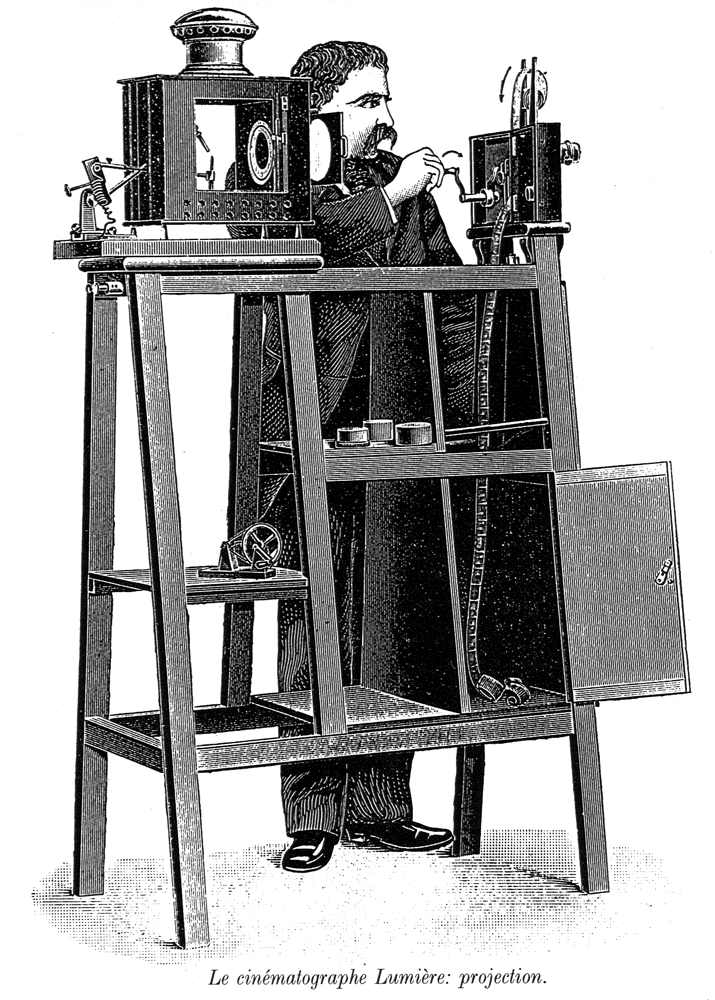
Аппарат Люмьеров, совмещённый с фонарём для проекции

Братья Люмьер сконструировали «Синематограф», опираясь на многочисленные открытия, сделанные до них другими изобретателями. Начиная с середины XIX века появилось множество устройств для демонстрации движущихся изображений: «зупраксископ» Эдварда Майбриджа, «оптический театр» Эмиля Рейно, «хронофотограф» Этьен-Жюля Маре, «хронофотографические камеры» Луи Лепренса и Уильяма Фрис-Грина, «синематографы» Леона Були и Жана Ле Роя и другие. Основой для всех этих аппаратов стали важнейшие изобретения, такие как сухой желатиносеребряный фотопроцесс, целлулоидная плёнка Ганнибала Гудвина, Генри Рейхенбаха и Джорджа Истмена, а также скачковые механизмы «улитка» Иосифа Тимченко и пальцевый Жоржа Демени. На момент появления люмьеровского «Синематографа», в США уже почти год проходила эксплуатация «Кинетоскопа», разработанного Уильямом Диксоном и Томасом Эдисоном.
Несмотря на коммерческий успех, американская технология обладала рядом существенных недостатков, главным из которых была невозможность демонстрации изображения на экране.
Создание «Синематографа» было одной из многочисленных попыток усовершенствовать «Кинетоскоп», предпринимавшихся в тот момент в Европе и Америке.
Луи Люмьер использовал такую же киноплёнку, как и у Эдисона с теми же размерами кадра. Принципиальным отличием стало её прерывистое перемещение вместо непрерывного в «Кинетоскопе». Это не было новшеством, поскольку уже использовалось Фрис-Грином, Лепренсом и другими конструкторами. Но в отличие от предшественников, Люмьерам удалось создать на основе технических принципов швейной машины наиболее простой и надёжный из скачковых механизмов тех лет — грейфер. Его главной частью стал кулачковый механизм, позволивший довести соотношение фаз неподвижности и перемещения киноплёнки до 2:1 и обеспечить большой угол раскрытия обтюратора. В результате возросла выдержка при съёмке, а световой поток проекционного фонаря использовался наиболее эффективно.
Для съёмки и проекции была выбрана частота 15—16 кадров в секунду, более низкая, чем у аппаратов Эдисона, где этот же параметр составлял 30—40 кадров в секунду. Выбор объясняется малой исследованностью вопроса и невозможностью осуществлять прерывистое перемещение киноплёнки с более высокой скоростью без её повреждения механизмами тех лет. Однако, особенности конструкции «Синематографа» обеспечивали более яркое и устойчивое изображение, чем у американского конкурента, и частота 16 кадров в секунду вскоре стала общемировым стандартом для немого кино.
Несмотря на отсутствие зубчатых барабанов и наматывателя, принцип действия лентопротяжного механизма, использованный в аппарате, остаётся практически неизменным и в современной киноаппаратуре, за исключением «петли Латама», появившейся только через 2 года в американских кинопроекторах. Отсутствие петель обусловило максимальную длину первых фильмов в 55 футов, поскольку более длинную киноплёнку механизм начинал рвать.
По сравнению с конкурирующими конструкциями, «Синематограф» был лёгок и компактен, позволяя вести съёмку в любом месте. Этому способствовал ручной привод, абсолютно автономный в отличие от электродвигателей «Кинетографа».
Кроме того, аппарат Люмьеров был универсальным инструментом: он стал одним из первых кинокопировальных аппаратов прерывистой контактной печати. Для получения фильмокопии в аппарат заряжались одновременно две киноплёнки: неэкспонированная позитивная и проявленный оригинальный негатив. Печать происходила засветкой рассеянным светом через кадровое окно, мимо которого двигались киноплёнки. При использовании аппарата в качестве кинопроектора напротив откинутой задней стенки устанавливался проекционный фонарь, выпускавшийся для демонстрации диапозитивов. Таким образом для съёмки, печати и демонстрации фильма требовался только один аппарат, позволявший осуществлять полный цикл кинопроизводства. Возможность проекции на экран сразу сделала «Кинетоскоп» устаревшим, поскольку американский аппарат был рассчитан только на индивидуальный просмотр фильма через окуляр. Чтобы составить конкуренцию французской технологии, кинопредприниматели США были вынуждены начать конструировать собственные кинопроекторы, первыми из которых стали «Витаскоп» и «Байограф».

## Первый коммерческий киносеанс

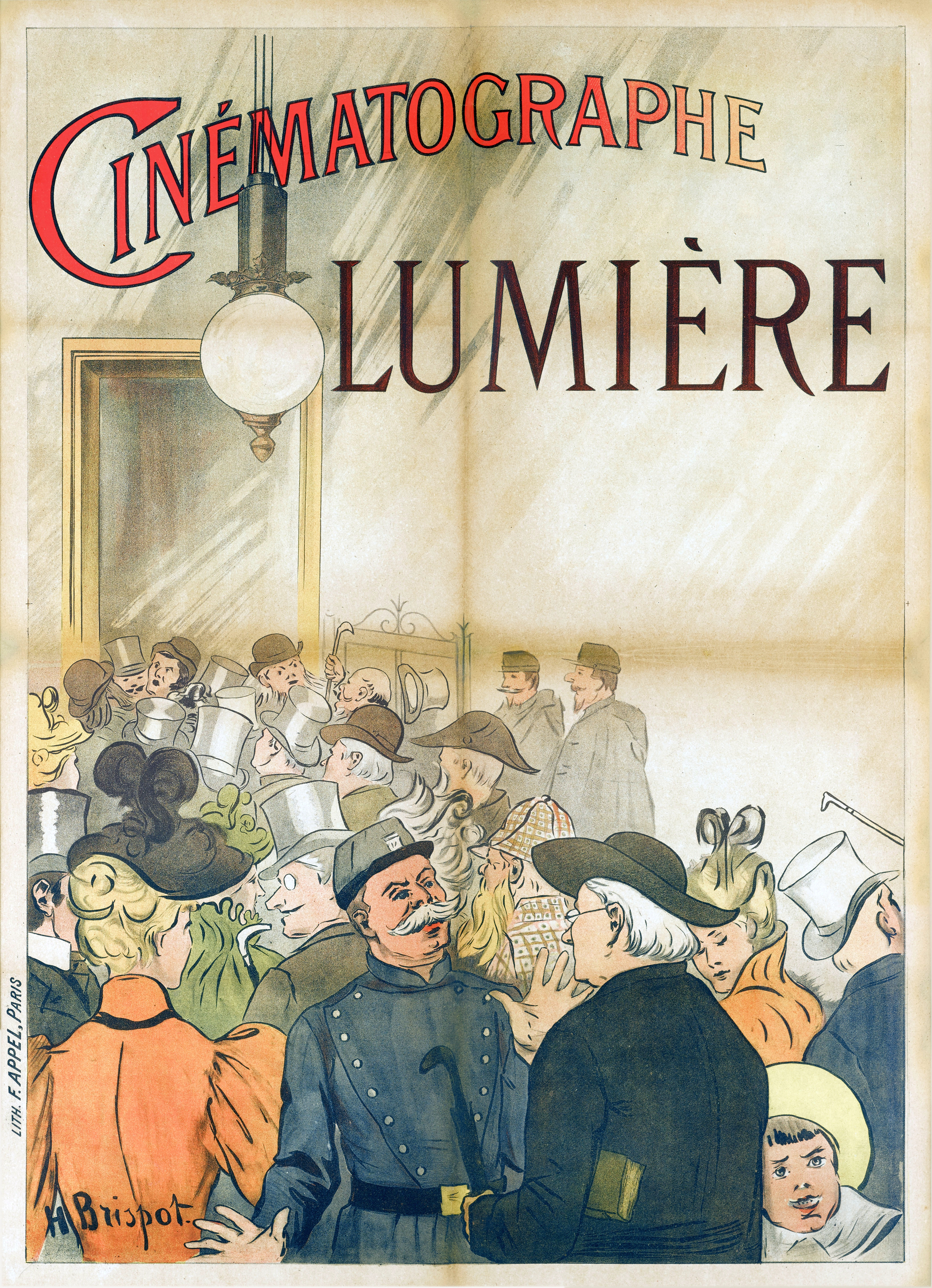
Афиша сеанса кинематографа в Париже. 1895 год

28 декабря 1895 года в полуподвальном зале под названием «Индийский салон» парижского «Гран-кафе» на бульваре Капуцинок Люмьеры устроили первый публичный показ собственного изобретения. Доход от сеанса составил всего 35 франков, но авторам здесь же поступили предложения продать аппарат. Сумма доходила до 50 тысяч франков, но Люмьеры отказали покупателям, предпочтя самостоятельно эксплуатировать технологию. Программа первого киносеанса состояла из десяти фильмов:
1. «Выход рабочих с фабрики Люмьер» (фр. La Sortie de l'Usine Lumière à Lyon)
2. «Вольтижировка» (фр. La Voltige)
3. «Ловля золотых рыбок» (фр. La Pêche aux poissons rouges)
4. «Прибытие делегатов на фотоконгресс в Лионе» (фр. Le Débarquement du Congrès de Photographie à Lyon)
5. «Кузнецы» (фр. Les Forgerons)
6. «Садовник» (или «Политый поливальщик», фр. L'Arroseur arrosé)
7. «Обед» (фр. Le Repas, более известен под названием «Завтрак младенца»)
8. «Прыжок через одеяло» (фр. Le Saut à la couverture)
9. «Площадь Корделье в Лионе» (фр. La Place des Cordeliers à Lyon)
10. «Морское купание» (фр. Baignade en mer)

Вопреки расхожему заблуждению, фильм «Прибытие поезда на вокзал Ла-Сьота» не вошёл в эту программу, и был показан впервые только 6 января 1896 года. Сеанс в «Гран-кафе» был первым для Люмьеров, но не первым в истории кинематографа.
Коммерческая эксплуатация «Кинетоскопа» к этому моменту уже принесла почти 150 тысяч долларов. Ещё 22 февраля 1895 года Жан Ле Рой устроил киносеанс в Клинтоне, аналогичный люмьеровскому. В мае Вудвил Латам провёл сеансы в Нью-Йорке; летом в Бостоне, Чикаго и Норфолке состоялась демонстрация киноаппаратов Латама и Ле Роя, в ноябре Макс Складановский поражал воображение публики своим «Биоскопом» в Берлине. Однако ни одна из этих презентаций не вызвала такого резонанса (причём не только в отдельно взятой стране, но и по всему миру), как сеансы Люмьеров.
Успех объясняется содержанием роликов, впервые показывающих не технические возможности аппарата, а повседневную жизнь и узнаваемые всеми сцены.
Некоторых зрителей более всего потряс «Завтрак младенца», точнее, листва, которая колыхалась от ветра на заднем плане. В театре люди могут двигаться так же, как и на экране, но движение листвы придавало непривычную достоверность изображению.

## Развитие успеха
К началу 1896 года Люмьер наладил серийный выпуск своего аппарата. К производству он подключил инженера Жюля Карпантье, изобретателя «Фотобинокля», лучшего фотоаппарата того времени. Таким образом Люмьер заполучил одного из лучших французских конструкторов-механиков и устранил потенциального конкурента. Всего было выпущено около 800 аппаратов этого типа.
В течение года «киномеханики» Люмьера, снабжённые двумя сотнями аппаратов, завоёвывали мир, одновременно выступая кинооператорами и кинопрокатчиками. В отличие от Эдисона, эксплуатировавшего свой «Кинетоскоп», Люмьер продавал не киноаппараты, а сеансы. Причём создавать кинотеатральную сеть ему не требовалось: фотографическая фирма Люмьера-отца имела представителей по всему миру. Они договаривались с импресарио-концессионерами, которые за услуги киномехаников и программу фильмов отдавали Люмьеру половину выручки. Уже в феврале 1896 года состоялись сеансы «Синематографа» в Лондоне, Бордо и Брюсселе, в апреле того же года — в Берлине. 4 (16) мая 1896 года состоялся первый киносеанс аппарата Люмьеров в России в столичном саду «Аквариум».
К концу года фильмы уже регулярно демонстрировались в Киеве, Харькове, Ростове-на-Дону и на Нижегородской ярмарке, где сеанс посетил Максим Горький, написавший об этом газетный очерк. Киносеансы в основном устраивались в мюзик-холлах как главная приманка театральной программы. Для привлечения публики Люмьер использовал широкий спектр рекламных ходов: от сообщений о восторженных рукоплесканиях коронованных особ до демонстративной съёмки в людных местах города, где проводится сеанс. Участники уличных съёмок спешили в мюзик-холл, надеясь увидеть себя на экране, и не подозревая, что в съёмочном аппарате часто не было плёнки. Однако в большинстве городов производились и видовые съёмки, которые тут же показывались.
Благодаря простоте конструкции синематограф быстро завоевал популярность среди первых энтузиастов кино. В первое время для создания фильмов широко использовался труд наёмных кино-репортёров, затем из-за технических ограничений (максимальная продолжительность фильма в 1 мин при 16 кадрах в секунду) стало заметно падение интереса к сравнительно дорогой аппаратуре. В 1905 году братья Люмьер передали все права на изобретение французской кинокомпании «Пате» (фр. Société Pathé frères).

## Интересные факты
- В некоторых странах после сеансов «Синематографа» недоверчивым зрителям предлагалось пройти за экран, чтобы убедиться в отсутствии там каких-либо актёров[30].
- Киномеханики, работавшие за пределами Франции, не выпускали аппарат из рук даже ночью, чтобы исключить похищение и сохранить конструкцию в секрете[30].